# Gare de Vizzavona
Gare de Vizzavona vasútállomás Franciaországban, Vivario településen.

## Vasútvonalak
Az állomást az alábbi vasútvonalak érintik:
- Bastia-Ajaccio-vasútvonal

## Kapcsolódó állomások
A vasútállomáshoz az alábbi állomások vannak a legközelebb:
- Gare de Tattone
- Gare de Bocognano